# The Naked Blues
『The Naked Blues』（ザ・ネイキッド・ブルース）は、LAMP IN TERRENのメジャー4枚目のアルバム(通算3枚目のフルアルバム)。2018年12月5日にA-Sketchから発売された。

## 解説
前作『fantasia』より約1年8ヶ月ぶりのフルアルバム。
松本大（Vo, G）の声帯ポリープ除去手術のため4月より活動休止していたが、8月の東京・日比谷野外大音楽堂公演「ARCH」で復活を果たしたLAMP IN TERRENの活動再開後初となるアルバム。
2018年に配信限定、会場限定でリリースされた5曲に新曲7曲を加えた全12曲を収録。初回限定盤DVDには、インタビューやアルバム制作の様子を捉えた映像、ライブのオフショットなどが収められている。

## 収録曲
全作詞・作曲∶松本大

### CD
1. I aroused [3:35]
2. New Clothes [4:54] 
  - 2nd会場限定シングル表題曲
  - 3rd配信限定シングル表題曲
3. オーバーフロー [5:01] 
  - 『とんかつ濱かつ』TV-CMソング
4. BABY STEP [4:54]
5. 花と詩人 [6:10] 
  - 1st配信限定シングル表題曲
6. 凡人ダグ [3:32]
7. 亡霊と影 [4:09] 
  - 3rd会場限定シングルc/w曲
8. Dreams [3:36] 
  - 2nd配信限定シングル表題曲
  - 2nd会場限定シングル表題曲
  - J SPORTS 2018 野球中継テーマソング
  - 長崎国際テレビNiB『あさじげZ』2018年度テーマソング
  - 『とんかつ濱かつ』TV-CMソング
9. Beautiful [3:20]
10. おまじない [5:46]
11. Water Lily [4:31] 
  - 3rd会場限定シングル表題曲
12. 月のこどもたち [5:48]

### DVD（初回限定盤のみ）
1. STORIES OF “The Naked Blues” Document & Interview

## 演奏
- 松本大：Vocal, Guitar & Piano
- 大屋真太郎：Guitar
- 中原健仁：Bass
- 川口大喜：Drums
- 沖増菜摘、吉田篤貴：Violin (#4)
- 中田裕一：Viola (#4)
- 島津由美：Cello (#4)